# Jack Yerman
John Lloyd Yerman, detto Jack (Oroville, 5 febbraio 1939), è un ex velocista statunitense, vincitore di una medaglia d'oro ai Giochi olimpici.

## Palmarès
| Anno | Manifestazione  | Sede | Evento  | Risultato | Prestazione | Note            |
| ---- | --------------- | ---- | ------- | --------- | ----------- | --------------- |
| 1960 | Giochi olimpici | Roma | 4×400 m | Oro       | 3'02"2      | Record mondiale |